# Goniodoridella savignyi
Goniodoridella savignyi is een slakkensoort uit de familie van de plooislakken. De wetenschappelijke naam van de soort is voor het eerst geldig gepubliceerd in 1933 door Pruvot-Fol.